# Ottosonderia
Ottosonderia es un género con dos especies de plantas suculentas perteneciente a la familia Aizoaceae.

## Taxonomía
El género fue descrito por  Harriet Margaret Louisa Bolus, y publicado en Notes Mesembrianthemum 3: 292. 1958. La especie tipo es: Ottosonderia monticola

## Especies
- Ottosonderia monticola
- Ottosonderia obtusa